# Олькушский уезд
Олькушский уезд — административная единица в составе Келецкой губернии Российской империи, существовавшая c 1837 года по 1919 год. Административный центр — город Олькуш.

## История
Уезд образован в 1837 году в составе Краковской губерний, в 1842 году губерния была переименована в Келецкую. С 1844 года — в составе Радомской губернии, с 1867 года — в восстановленной Келецкой губернии. В 1919 году преобразован в Олькушский повят Келецкого воеводства Польши.

## Население
По переписи 1897 года население уезда составляло 113 540 человек, в том числе в городе Олькуш — 3441 жит.

### Национальный состав
Национальный состав по переписи 1897 года:
- поляки — 100 892 чел. (88,9 %),
- евреи — 11 433 чел. (10,1 %),

## Административное деление
В 1913 году в состав уезда входило 13 гмин: 
| - Болеслав — с. Болеслав, - Вольбром — пос. Вольбром, - Жарновец — пос. Жарновец, - Кидов — с. Кидов, - Крочице — д. Крочице, - Минога — с. Минога, - Огродзенец — пос. Огродзенец, | - Пилица — пос. Пилица, - Рабштын — д. Рабштын, - Славков — пос. Славков, - Сулошова — д. Сулошова, - Цановице — д. Цановице, - Янгрот — с. Янгрот, |